# Saint Sébastien soigné par sainte Irène

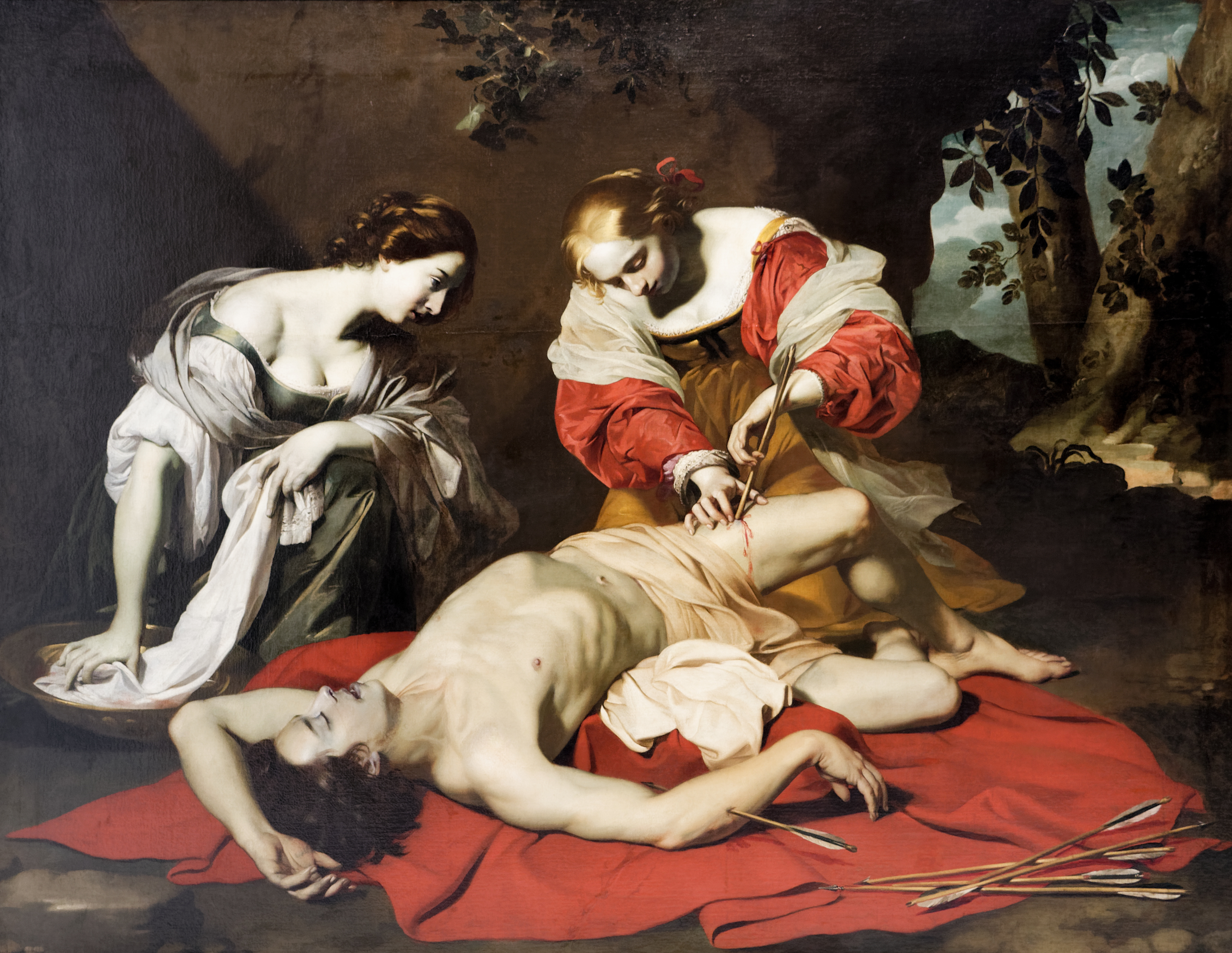
L'une des trois versions du sujet de Nicolas Régnier, v. 1625.

Saint Sébastien soigné par sainte Irène est un événement qui figure dans les légendes de saint Sébastien et de sainte Irène de Rome. Présent dans la littérature hagiographique à partir de la fin de la Renaissance, il n'est guère visible dans l'art avant cette période. Il devient célèbre en tant que sujet artistique populaire à partir des années 1610, bien qu'on le retrouve dans des scènes de prédelle dès le XVe siècle. 

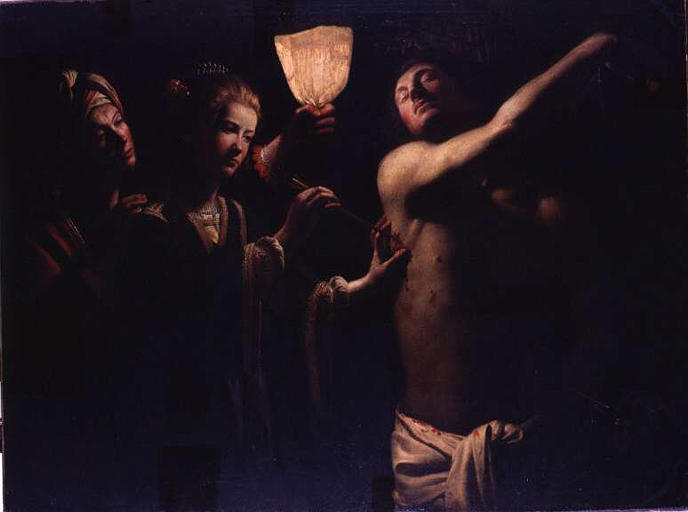
Trophime Bigot, 1620-1634, Musée des Beaux-Arts de Bordeaux, Bordeaux.

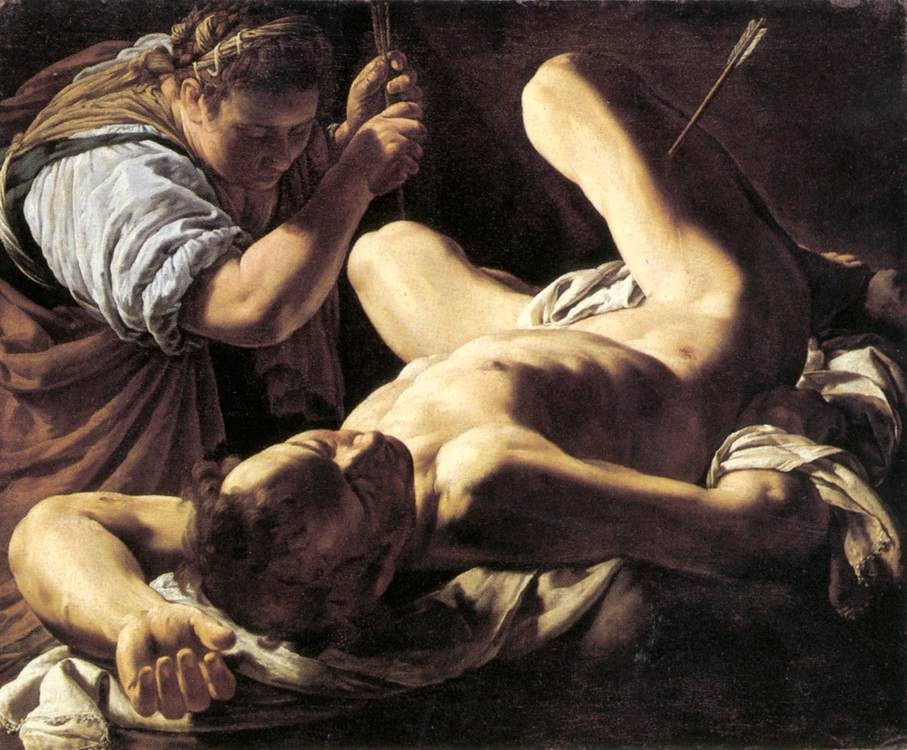
Marco Antonio Bassetti, v. 1620.

L'histoire raconte que Sébastien, attaché à un arbre (ou un poteau) reçoit les tirs de plusieurs flèches et survit, mais il est par la suite lapidé ; ces épreuves sont parfois appelées son « premier » et « second martyre ». Irène, normalement accompagnée de sa femme de chambre, intervient entre les tirs de flèches et la lapidation. Elle est soit représentée en train de descendre Sébastien inconscient de l'arbre ou du poteau auquel il est attaché, soit lorsqu'il a trouvé un lit et que ses blessures sont en train d'être soignées. Dans les deux cas, Irène est généralement dépeinte en train de retirer l'une des flèches. Elle passe parfois une pommade sur ses blessures ; un pot de pommade était son attribut. Les deux scènes se déroulent souvent dans l'obscurité, celle représentant les soins semble généralement avoir lieu dans l'une des catacombes de Rome. 
La dévotion à saint Sébastien est à l'époque inspirée par sa réputation de protecteur de la peste, qui était encore une maladie dangereuse dans les villes au XVIIe siècle. Beaucoup de ces images peuvent être interprétées à la lumière des croyances et pratiques de l'époque concernant la peste. Elles reflètent également les idées de la Contre-Réforme sur le rôle des femmes. 
Le sujet met l'accent sur l'initiative courageuse et l'activité utile des femmes, même s'il est d'un type jugé « approprié » à leur sexe. Sébastien est soit inconscient, soit impuissant dans presque toutes les représentations. Ceci est conforme aux idées de la Contre-Réforme, qui encouragaient les saintes allant au-delà du statut de victime passive largement répandu dans les représentations médiévales de femmes martyres, exprimant « la volonté contre-réformatrice de promouvoir le catholicisme comme une foi bienveillante, avec une dimension visible des responsabilités sociales ».  

## Dans l'art

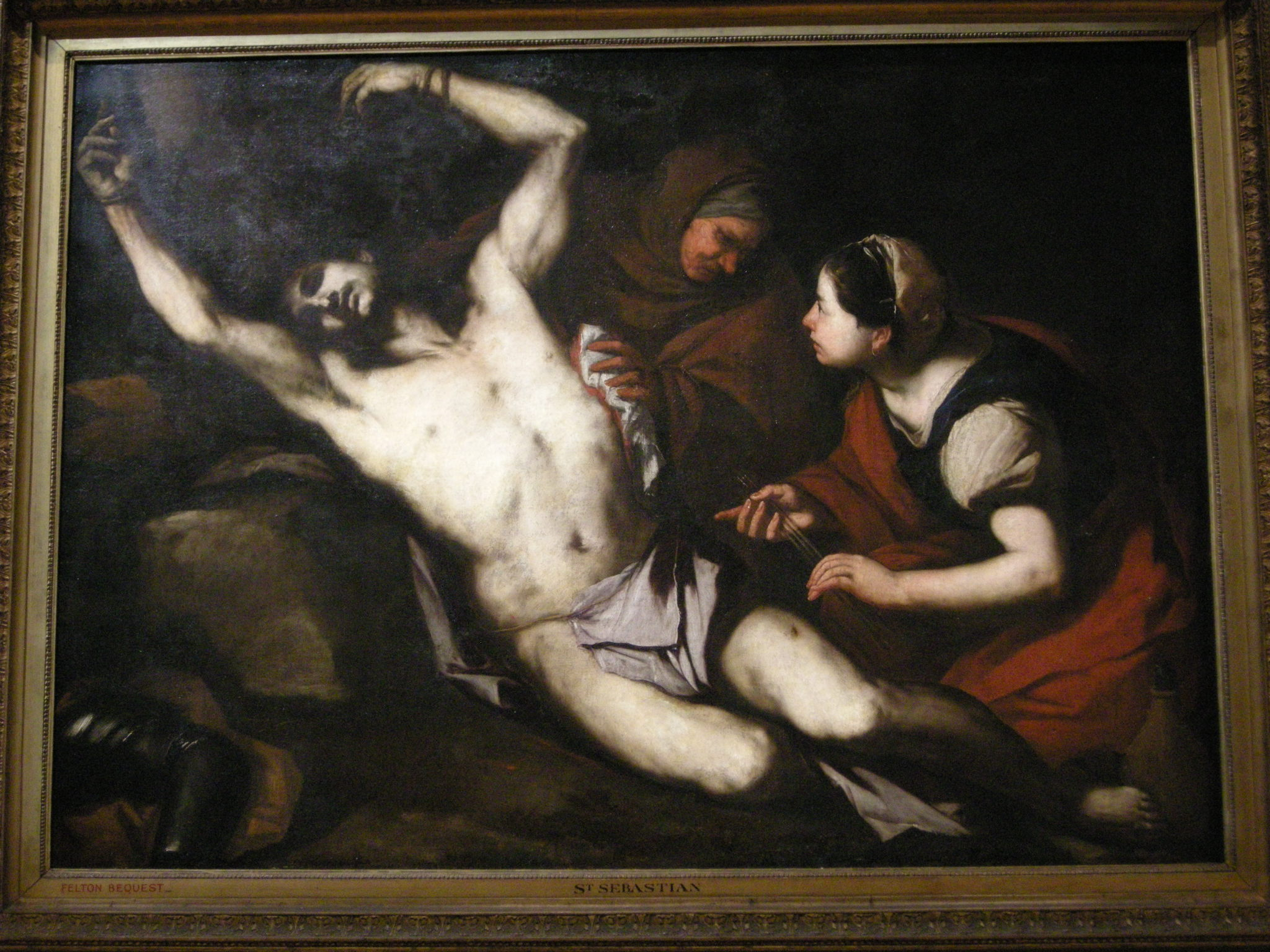
Luca Giordano, v. 1653. National Gallery of Victoria.

L'une des premières peintures de Sébastien soigné est celle de Josse Lieferinxe vers 1497, qui fait partie du cycle d'un retable de Marseille (aujourd'hui entreposé au Philadelphia Museum of Art) mais le sujet est rare jusqu'au XVIIe siècle. On le trouve d'abord au XVIIe siècle, quand il est peint, au moins deux fois par Georges de La Tour, quatre fois par Trophime Bigot, deux fois par Jusepe de Ribera, une fois par Hendrick ter Brugghen (pièce maîtresse de son œuvre), et bien d'autres. L'église semble avoir essayé de s'éloigner de la représentation traditionnelle de Sébastien debout presque nu, abattu par des flèches. Vasari en fait la remarque, en raison d'une toile de Fra Bartolomeo, qui aurait parfois suscitée des pensées « inappropriées » chez les femmes de l'église.  
Les artistes baroques traitent souvent la scène de façon nocturne, illuminée par une seule bougie, une torche ou une lanterne, dans le style « aux chandelles » en clair-obscur, à la mode dans la première moitié du XVIIe siècle. Toutes les versions de, ou attribuées, à de La Tour et Bigot sont aux chandelles. À quelques exceptions près, notamment un retable de grande taille, les peintures sont principalement de format horizontal et les personnages principaux occupent la majeure partie de l'espace, offrant une représentation intime et intense de la scène. Sébastien est souvent représenté contorsionné, les membres atteignant le bord de l'espace. Un de ses poignets reste souvent attaché à l'arbre, et a souvent le bras droit levé traversant en diagonale l'espace représenté : ce motif est récurrent dans l'œuvre de divers artistes s'étendant de l'Italie aux Pays-Bas.  
La mort de Sébastien est située à Rome, dont il est le troisième saint patron. Les églises qui lui sont dédiées sont construites sur les lieux supposés des événements. Le sujet est principalement peint par des artistes en Italie, ainsi que par un certain nombre aux Pays-Bas. Au XVIIIe siècle, le sujet devient moins courant, car Irène et sa femme de chambre sont souvent remplacées par des anges, ou deviennent des « femmes » sans nom, comme dans les œuvres de Paul Troger (Österreichische Galerie Belvedere, Vienne, 1746). Les tableaux de l'évènement les plus récents incluent deux peintures d'Eugène Delacroix, l'une de 1858 (LACMA, Los Angeles), et l'autre exposée en 1836 dans l'Église Saint-Michel de Nantua, en France. Cette dernière, Saint Sébastien secouru par les saintes femmes, montre Irène retirant une flèche de l'épaule du martyr.

## Sujet

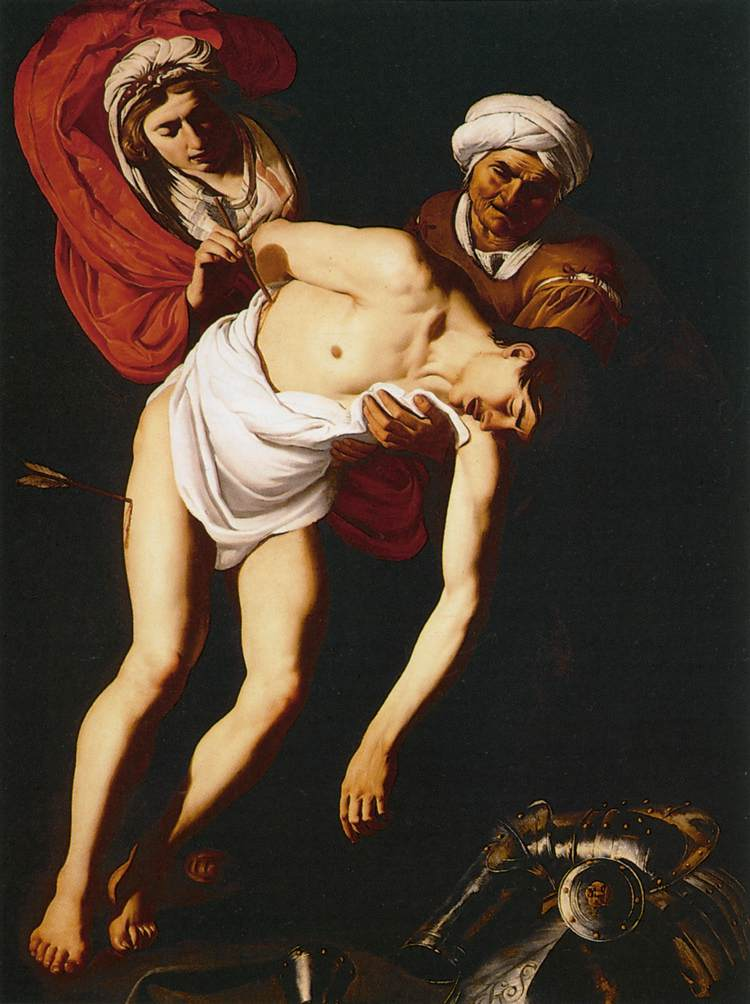
Dirck van Baburen, v. 1615, Musée Thyssen-Bornemisza, Madrid, l'une des premières représentations du nord.

Les rédactions classiques de La Légende dorée de la fin du Moyen Âge se contentent de dire : « La nuit suivant [l'épreuve du tir à l'arc], une femme chrétienne est venue prendre son corps pour l'enterrer, mais elle l'a trouvé vivant et l'a amené chez elle, et s'est occupée de lui jusqu'à ce qu'il soit sain et sauf ». L'identification de la « femme chrétienne » comme étant Irène, jusque-là très obscure, arrive plus tard et est popularisée par le cardinal César Baronius (1538-1607), éminent historien de l'église, et l'un des écrivains chargés de dire aux artistes catholiques quels sujets étaient appropriés dans l'art de la Contre-Réforme. Son récit est paru dans le volume 3 de ses Annales Ecclesiastici, publié en 1592. Irène avait été nommée dans une source du Ve siècle, mais son nom avait été oublié. Sébastien et Irène apparaissent dans la littérature chrétienne ancienne, mais les détails de leur vie sont principalement des légendes.  

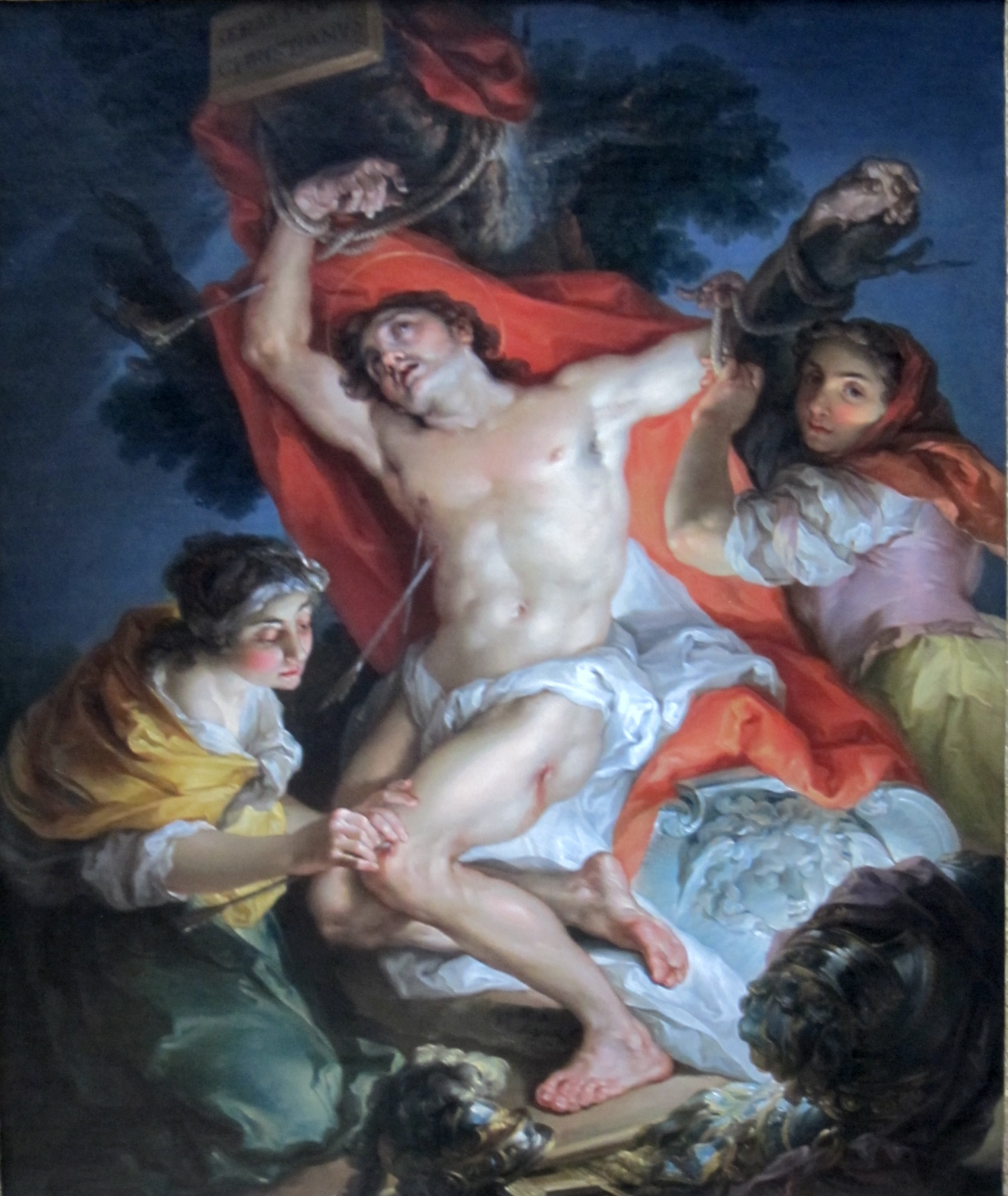
Vicente López Portaña, 1795–1800, une version espagnole assez tardive.

Le sujet, en particulier dans les représentations où Sébastien est retiré de l'arbre, présente des similitudes claires avec deux autres scènes de romances épiques italiennes laïques : Angelica et Medoro d'Orlando Furioso de Ludovico l'Arioste (1516) et Erminia et Tancredi de Gerusalemme liberata par Le Tasse (1581). Dans les deux cas, le héros est blessé au combat et soigné par son amante ; la scène du Tasse était particulièrement populaire, souvent dans le cadre d'un cycle. Dans les deux cas, les héros sont généralement représentés étendus et largement déshabillés, leur armure étant souvent jetée près d'eux, également caractéristique de certains tableaux de Sébastiens.  

## Aspects médicaux
Sébastien a toujours été un saint populaire à invoquer contre la peste, et ses représentations apparaissaient ou refluaient avec les épisodes épidémiques. Au cours de chacune des années comprises entre 1624 et 1629, Utrecht, le principal centre néerlandais de la peinture d'histoire catholique, est frappé par la peste. C'est probablement ce qui a tué Hendrick ter Brugghen en novembre 1629, vers l'âge de 40 ans, quatre ans après avoir peint sa version de Sébastien. 
L'un des aspects de ces nouvelles images était l'approbation du traitement médical ; un des courants de pensée médiévale voyait les tentatives de fuites ou de traitement de la peste, considérées en partie comme l'expression du mécontentement divin, à la fois inutiles et « présomptives » face à la colère de Dieu. Une peinture de Francisco Pacheco (vers 1616) pour un hôpital nommé en mémoire de Sébastien et dirigée par une confrérie religieuse, montre Sébastien assis dans son lit et Irène dans l'habit d'une religieuse travaillant dans un hôpital. Les actions d'Irène (et de sa femme de chambre anonyme) reflètent également l'injonction continue de l'église catholique et des dénominations protestantes de ne pas fuir les lieux où se trouve la peste, comme de nombreux médecins le conseillaient aux patients.  
Le motif du bras levé présent dans de nombreuses versions peut être lié à un geste caractéristique des patients atteints de peste, car l'aisselle, les zones adjacentes du torse et du haut des bras sont des lieux communs aux bubons gonflés et sensibles, qui marquent le début complet de la peste bubonique. Dans la peinture de ter Brugghen, l'apparence de Sébastien semble être celle d'une victime de la peste à plusieurs égards.  

## Peintures
- Saint Sébastien soigné par Irène (Hendrick ter Brugghen), 1625
- Saint Sébastien soigné par sainte Irène (Georges de La Tour, Gemäldegalerie), Berlin, v. 1634 - 1643
- Saint Sébastien soigné par Sainte Irène huile sur panneau de 70,7 x 54,8 cm attribuée à Arent de Gelder (1645-1727) au Musée de l'Ermitage à Saint-Pétersbourg
- Saint Sébastien soigné par sainte Irène (Georges de La Tour, Louvre), v. 1649 (une version ultérieure de la composition de Berlin). Il est attribué à une autre peinture, avec une composition différente, à Seattle[26].

Aussi : 
- Jusepe de Ribera, Bilbao, v. 1621 et Musée de l'Ermitage, 1628. Il a également peint plusieurs scènes traditionnelles du « premier martyre ».
- Bernardo Strozzi, 1631-1636, Boston[27].
- Nicolas Régnier, Ferens Art Gallery, Hull[28];
- Felice Ficherelli, 1650, Crocker Art Museum
- Ludovico Lana,  (eau-forte, Modène, Italie, 1643), Philadelphia Museum of Art[29].

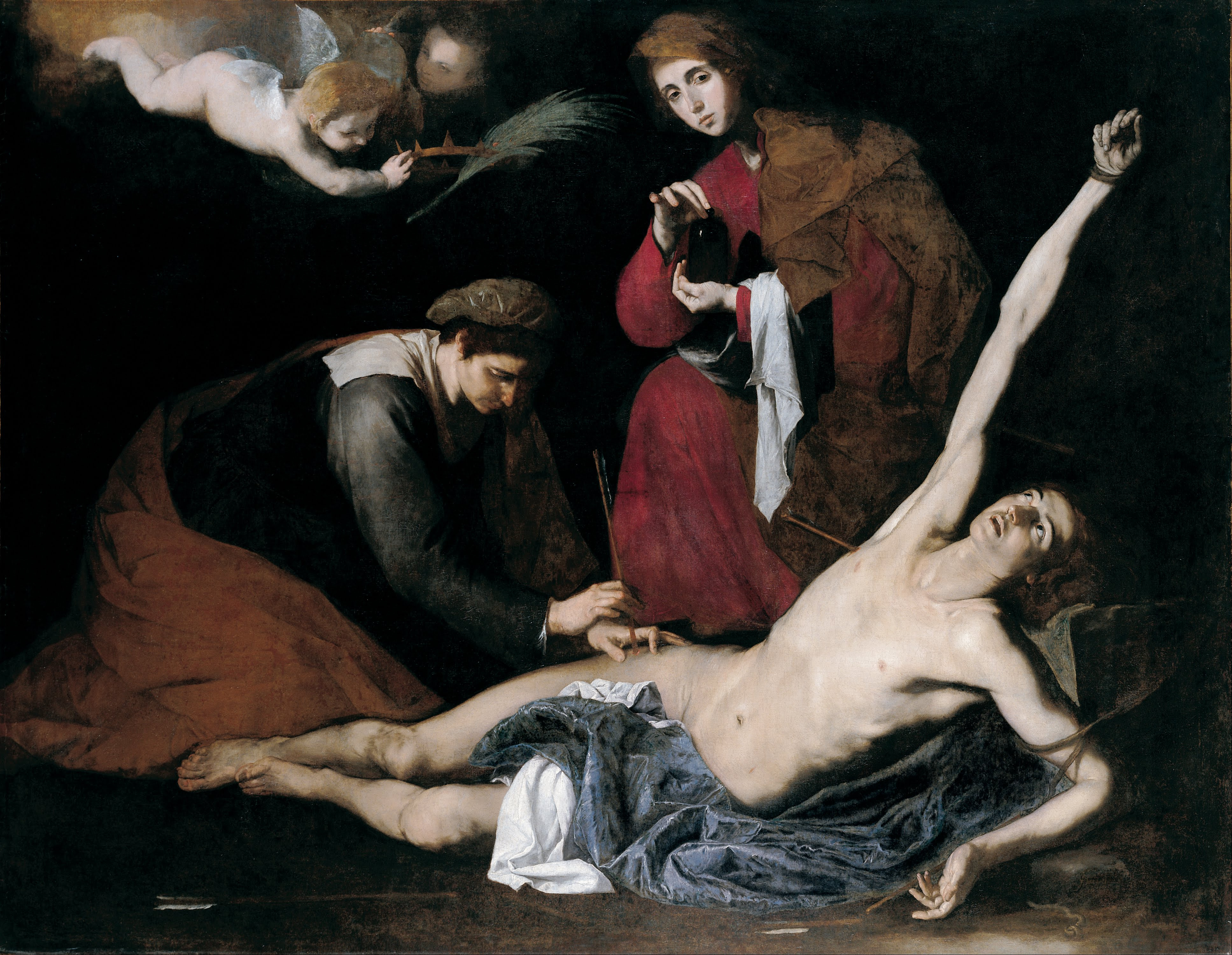
José de Ribera, 1621, Musée des Beaux-Arts de Bilbao.
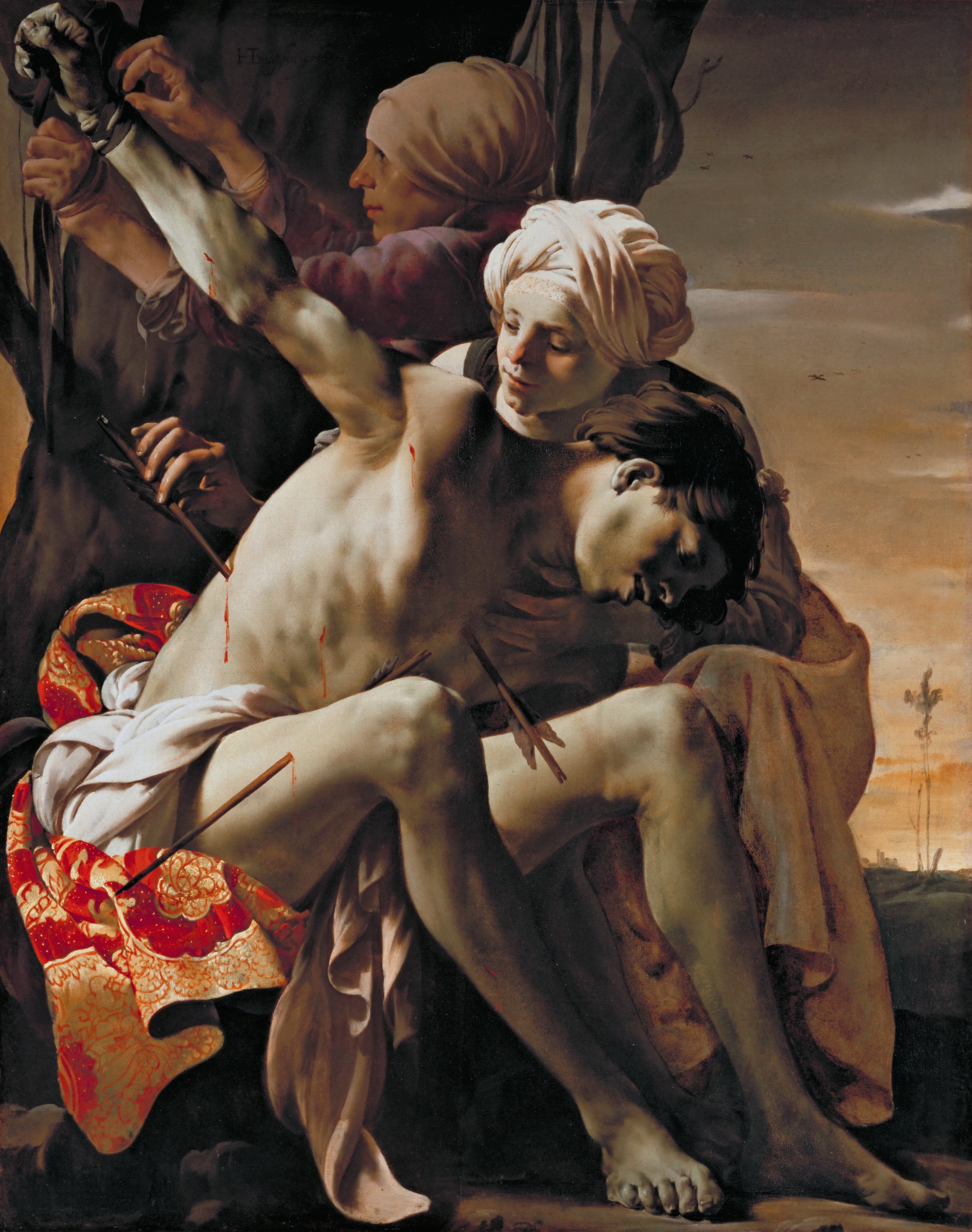
Hendrick ter Brugghen, 1625, Allen Memorial Art Museum, Oberlin (Ohio).
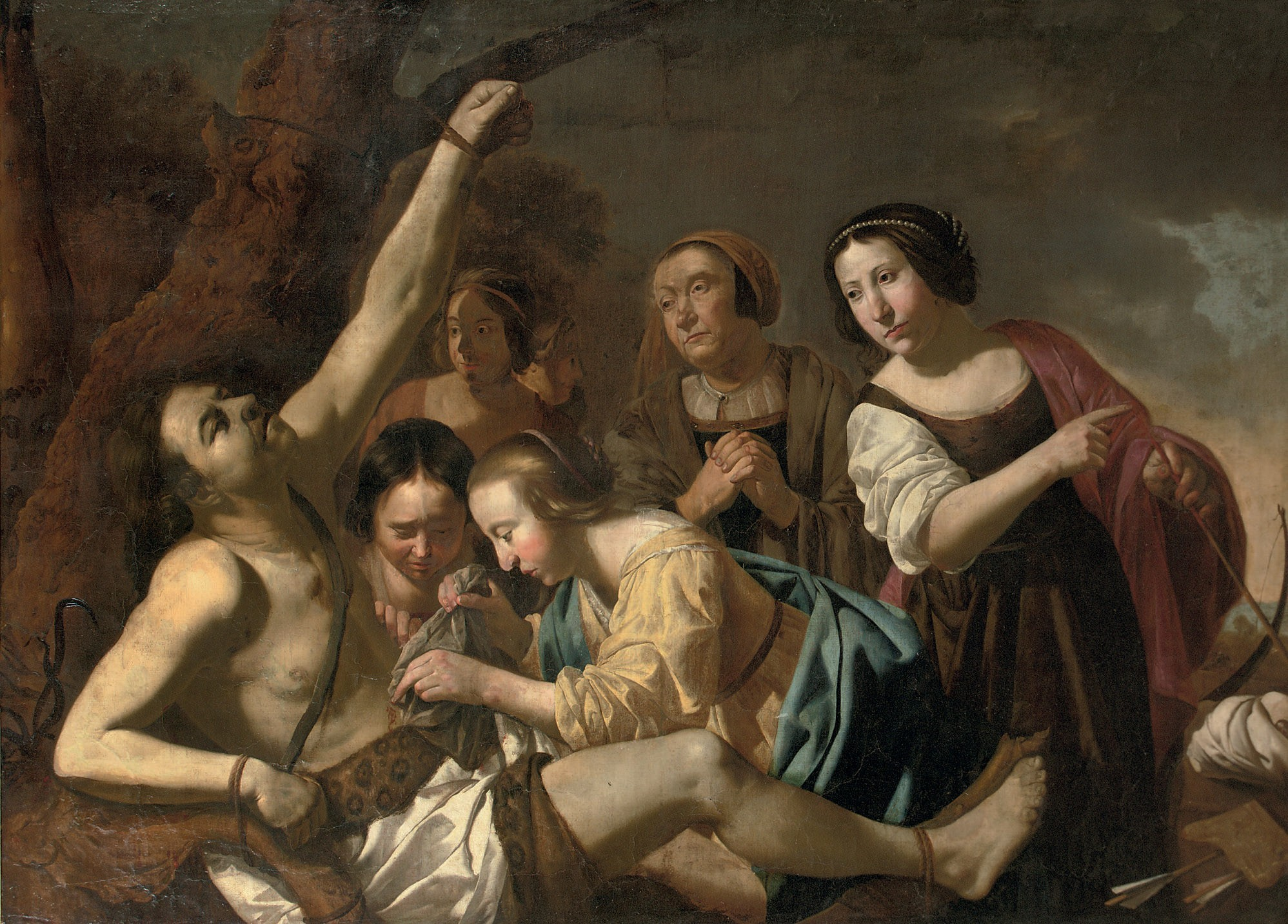
Jan van Bijlert, v. Années 1620, (collection privée).
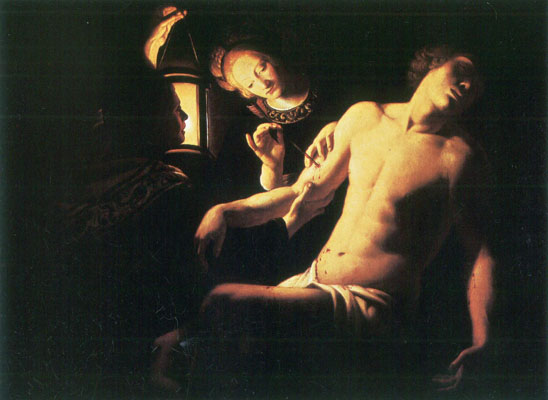
Trophime Bigot, 1620-1634, Pinacothèque vaticane, Rome.
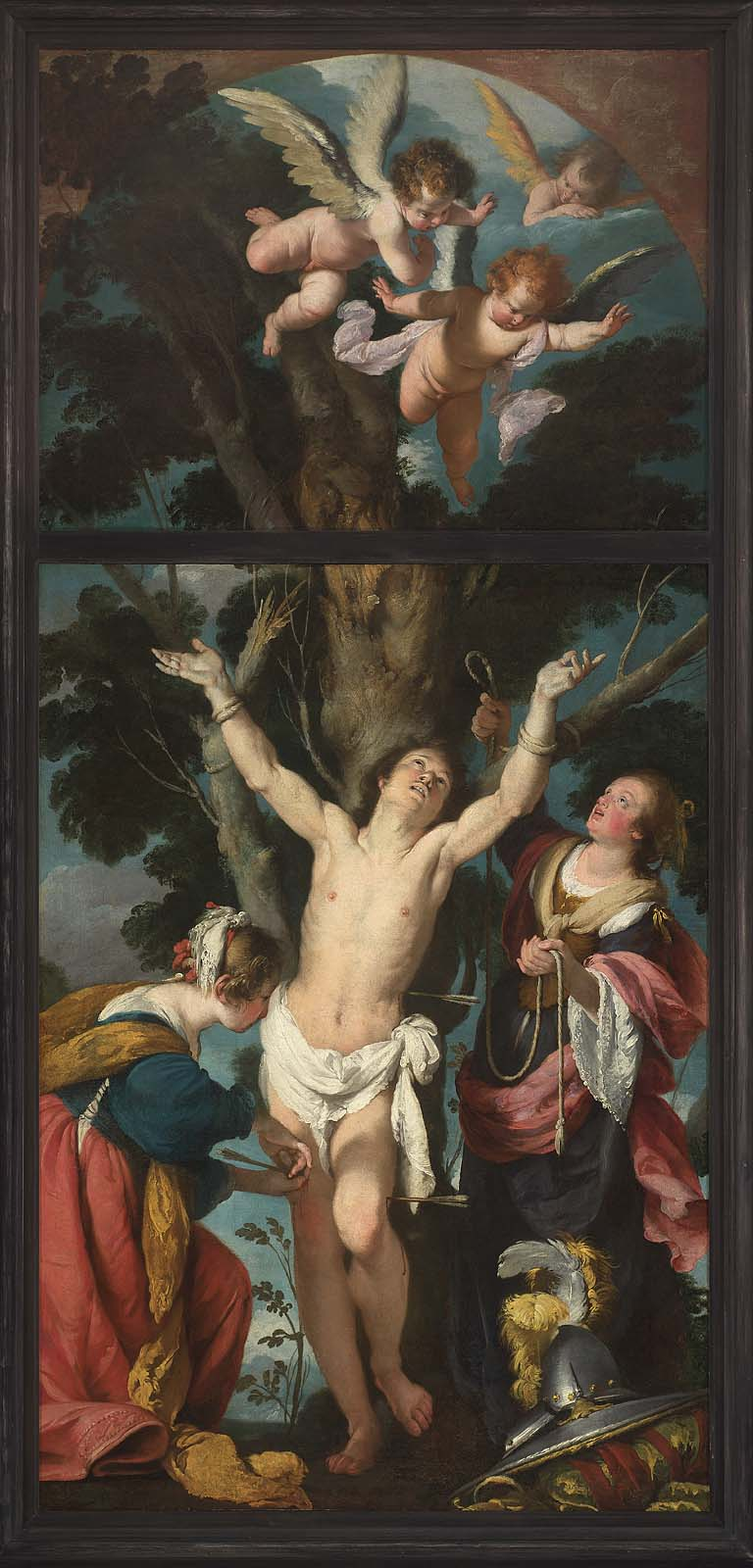
Bernardo Strozzi, 1631–1636, Musée des Beaux-Arts (Boston)[27].
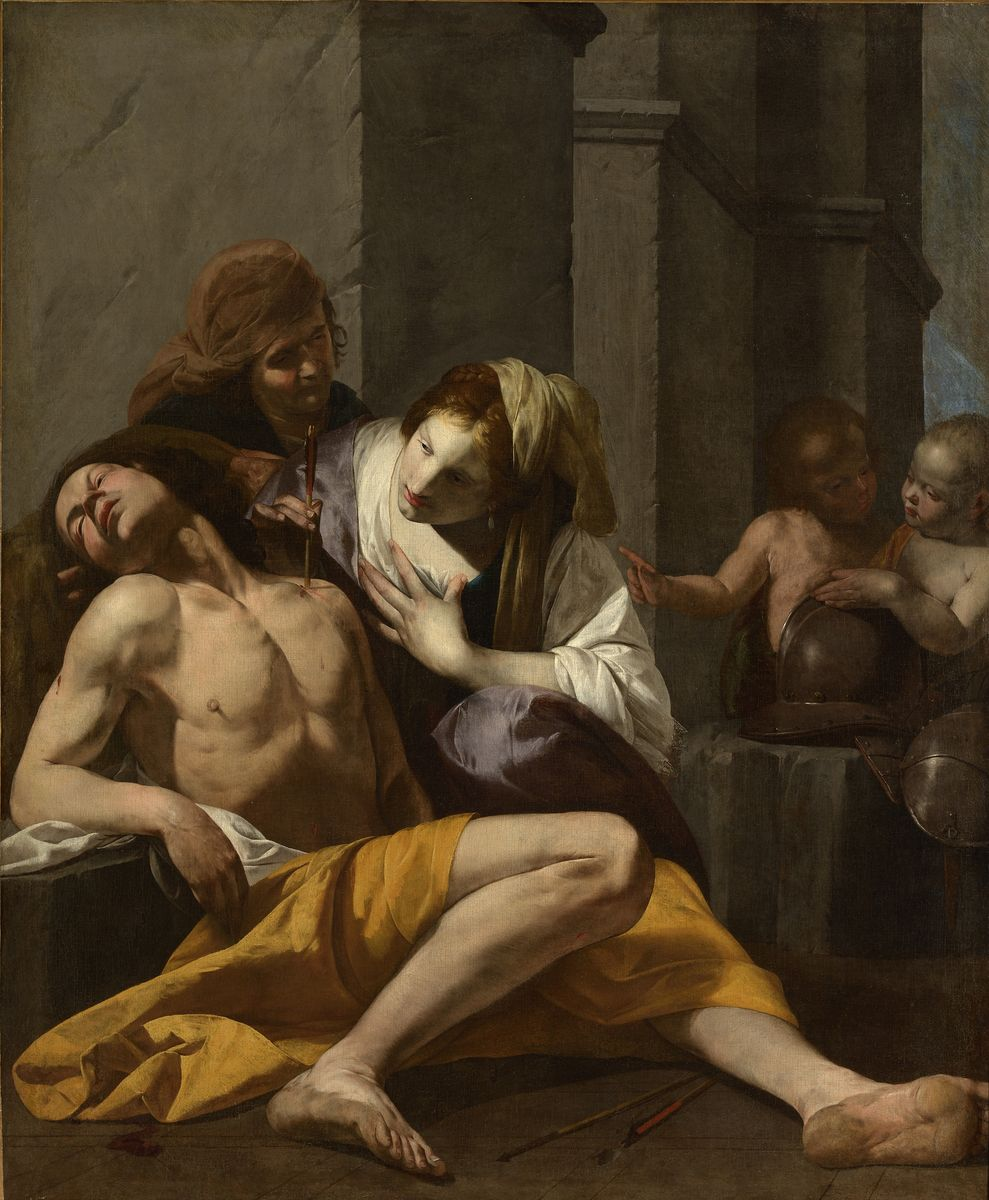
Antonio de Bellis, 1640-1645, Musée des Beaux-Arts de Lyon, Lyon.
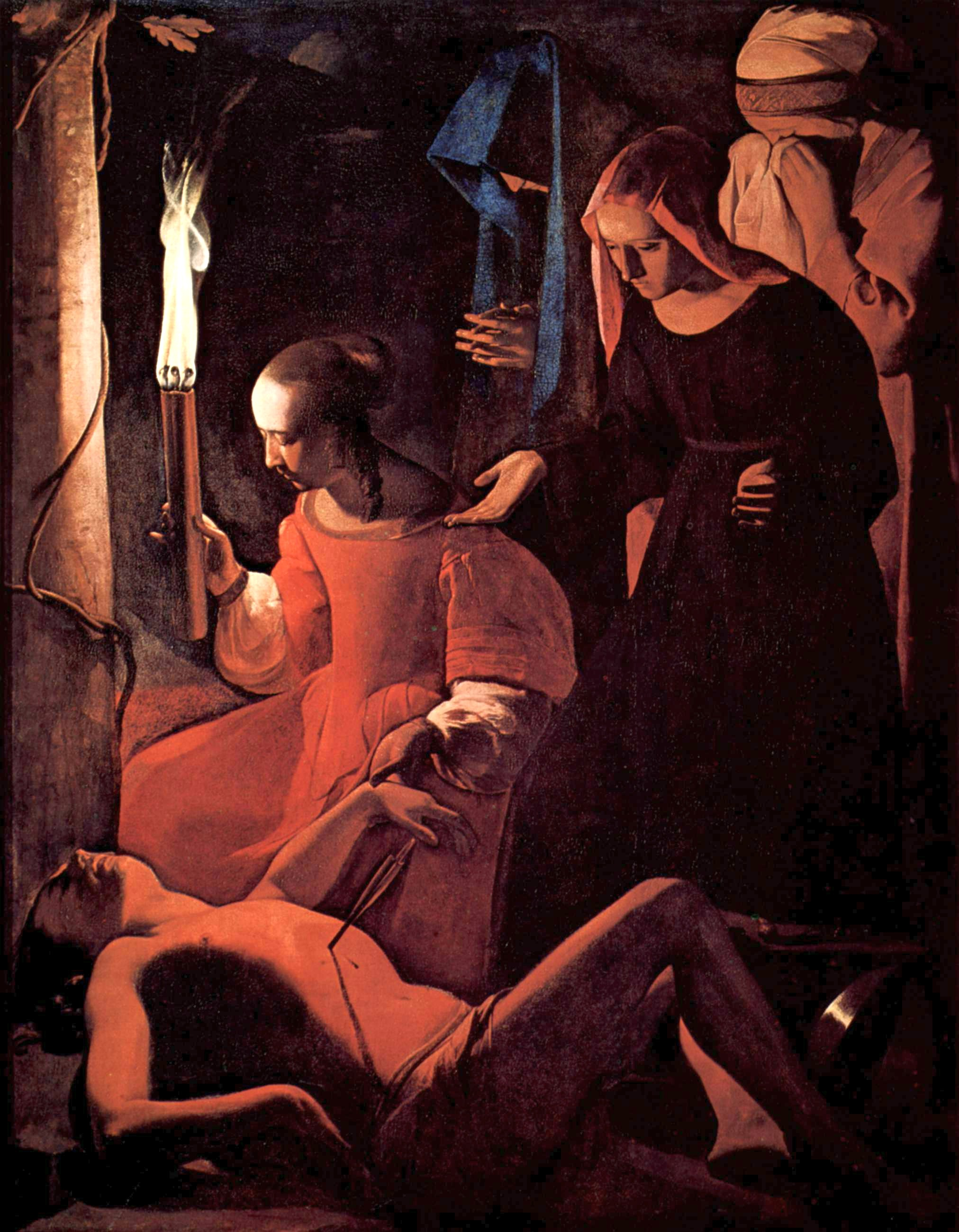
Georges de La Tour, v. 1649, Louvre, Paris.
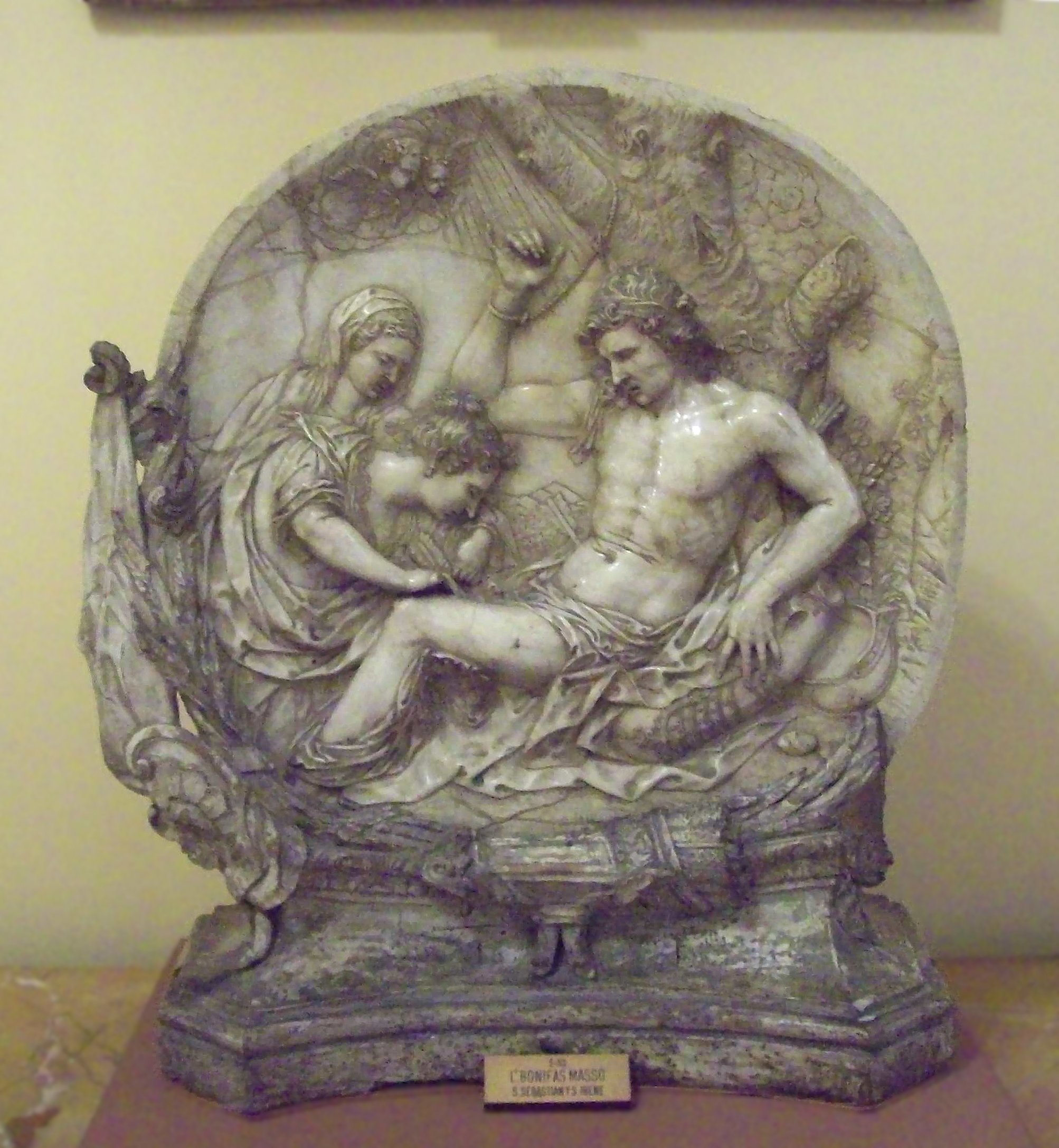
Sculpture rare en albâtre, 1763, Académie royale des beaux-arts Saint-Ferdinand, Madrid.
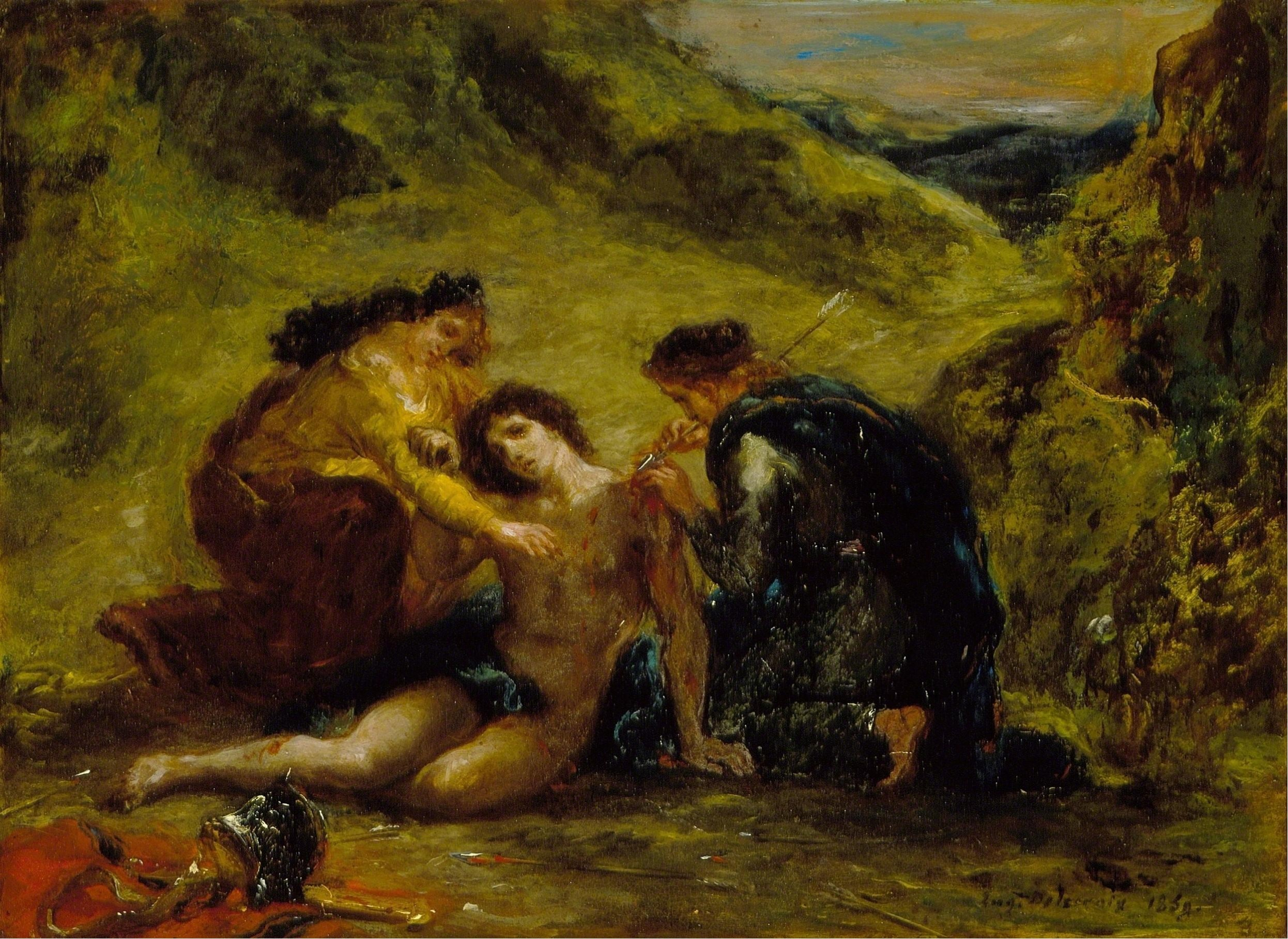
Eugène Delacroix, 1858,  musée d'Art du comté de Los Angeles.